# 157194 Саддлмайєр
157194 Саддлмайєр (157194 Saddlemyer) — астероїд головного поясу, відкритий 21 серпня 2004 року.
Тіссеранів параметр щодо Юпітера — 3,405.